# Columna Edicions
Columna Edicions es una editorial en lengua catalana, con sede en Barcelona, fundada en 1985 por Miquel Alzueta, Alfred Sargatal, Alex Susanna y Ricard Badia. Desde sus inicios apostó por la narrativa que dominaba el mercado internacional, sin dejar de lado a los jóvenes autores ni a los clásicos. De la misma manera, dispone de un amplio catálogo de autores catalanes. En los últimos años ha sido una de las editoriales pioneras en la publicación de los llamados «libros mediáticos».
Convoca el  premio literario Nestor Luján, de novela histórica, y el Columna Joven, de narrativa juvenil. Además publica los premios de novela  Prudenci Bertrana, Carlemany, Pin i Soler (Ciudad de Tarragona) y  Fiter i Rossell, el Ramon Muntaner de literatura juvenil y el Miquel de Palol de poesía. Durante algunos años (1992-1999) publicó también el prestigioso premio Sant Jordi de novela. 
Fue adquirida por el Grupo Planeta, y actualmente es parte del conglomerado Grup 62, dirigido per Berta Bruna Tey.